# حمیدالله وکیلی
حمیدالله وکیلی (زادهٔ ۳۰ ژوئن ۱۹۹۴) یک بازیکن فوتبال اهل افغانستان است. از باشگاه‌هایی که در آن بازی کرده‌است می‌توان به قهرمانان میوند اشاره کرد.
وی همچنین در تیم ملی فوتبال افغانستان بازی کرده‌است.